# Skipá
Skipá er to elve som løber gennem bygden Sørvágur på øenn Vágar i Færøerne. Navnet kan oversættes til Skibselven. Begge elve løber i nærheden af havnen i Sørvág, deraf navnet.